# Parkia timoriana
Parkia timoriana (DC.) Merr., 1910 è una pianta della famiglia delle Fabaceae, diffusa nell'Asia tropicale.

## Descrizione

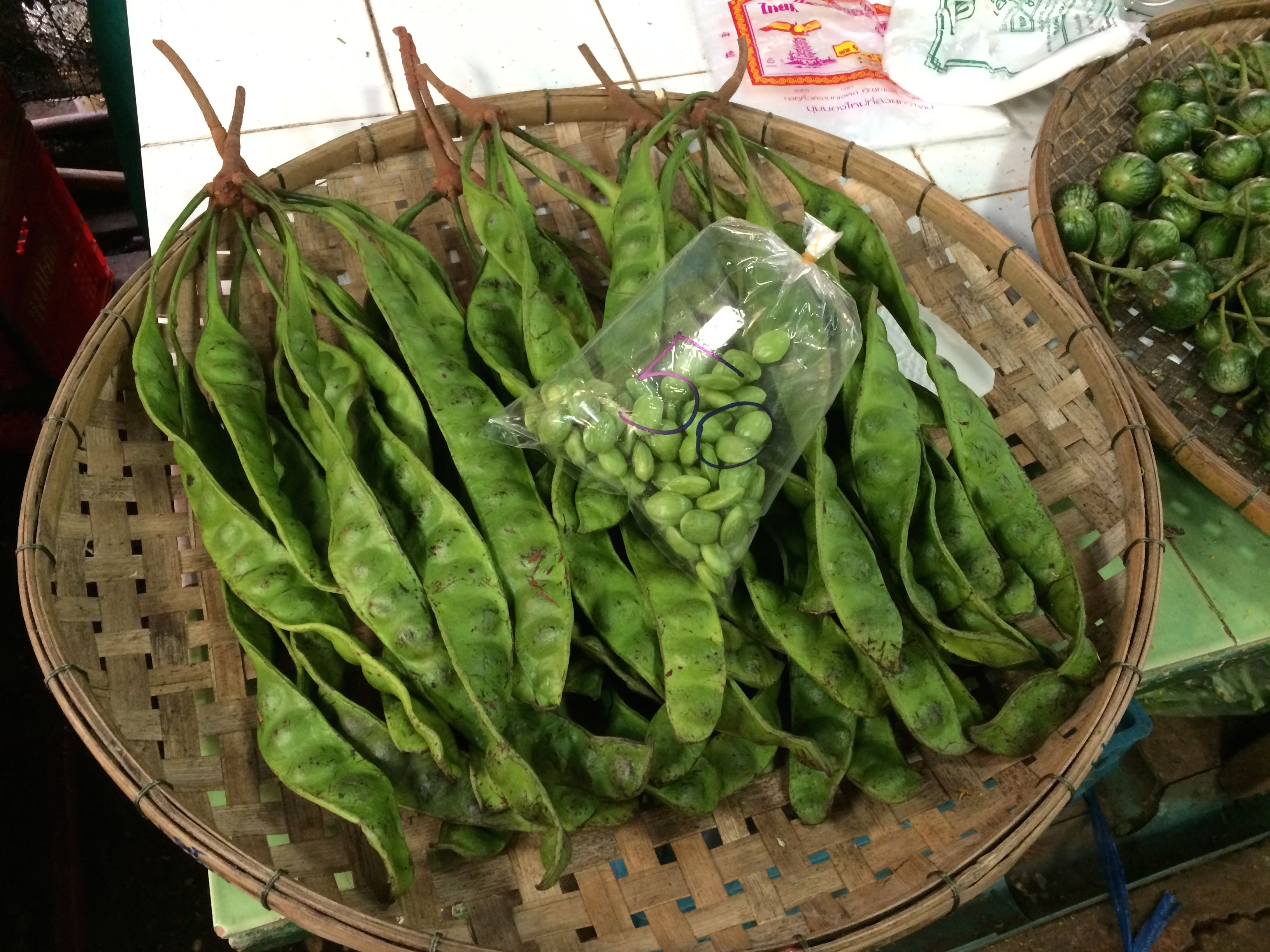
Frutti

È una specie arborea che può raggiungere i 30 m di altezza.

Le foglie sono alterne, bipennate, lunghe sino a 12 cm, formate da 50-60 paia di foglioline, opposte, lunghe circa 1 cm.

I fiori, piccoli, dotati di 10 stami filamentosi, più lunghi del calice, sono riuniti in infiorescenze di 3–4 cm di diametro, peduncolate, pendule.

Il frutto è un legume lineare, piatto, di 20–36 cm di lunghezza e 3-4,5 cm di larghezza, glabro, contenente 13-20 semi neri ovoidi di circa 2 cm di lunghezza.

## Biologia
Si riproduce per impollinazione crociata ad opera di pipistrelli nettarivori della specie Eonycteris spelaea.

## Distribuzione e habitat
La specie è diffusa in India, Bangladesh, Myanmar, Thailandia, Malaysia, Indonesia e Nuova Guinea.

## Usi
I semi, bolliti o abbrustoliti, sono commestibili.
Il legname è utilizzato in carpenteria e come combustibile.